# Monastero di Mondsee

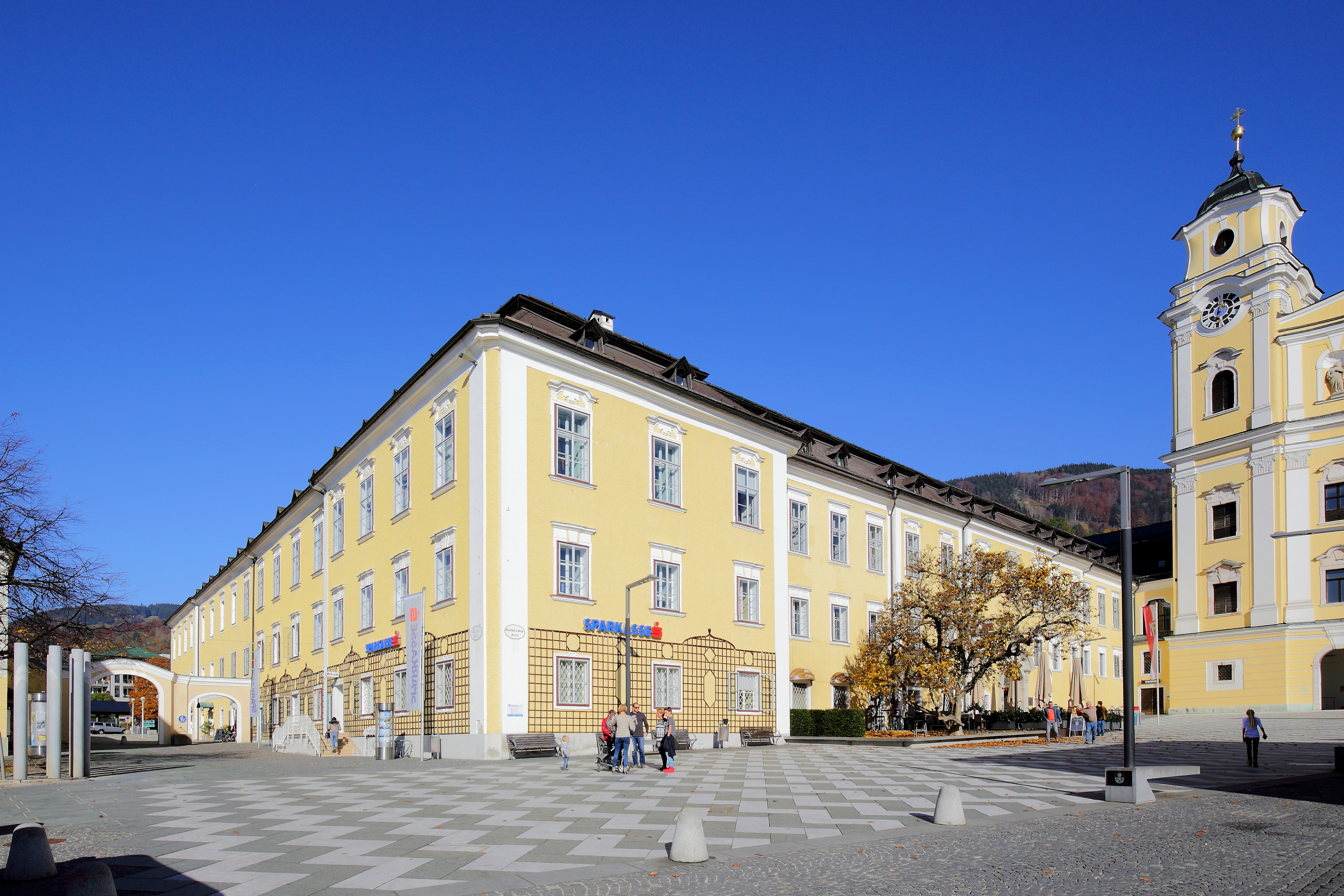
Veduta dell'ex convento

Il monastero di Mondsee era un monastero benedettino: fondato a Mondsee nel 748 da Odilone di Baviera, fu il primo monastero dell'Alta Austria. I primi monaci vennero dall'Abbazia di San Pietro di Salisburgo ma anche dal Abbazia di Montecassino.

## Storia
Mondsee fu un monastero di grande importanza culturale, in quanto vi venne prodotto, ad esempio, il Salterio di Tassilone III che oggi si trova a Montpellier e per questo è conosciuto sotto il titolo Salterio di Montpellier. È il libro più antico, giunto a noi integro, che sia stato scritto nell'area dell'Austria. Poco dopo l'800 vi si tradusse in lingua tedesca una parte del Vangelo secondo Matteo, intitolato Mondseer Matthäus. Sempre intorno all'800 fu redatto qui il Codex Millenarius maior, un evangeliario oggi conservato nella biblioteca dell'abbazia di Kremsmünster, abbazia fondata dal duca di Baviera Tassilone III e popolata proprio da una comunità di monaci provenienti da Mondsee.
Per alcuni anni il convento dipese da Ratisbona finché ricevette la sua indipendenza nel 1142. Seguirono anni turbolenti ed infine, nel Seicento e nel Settecento, ebbe una nuova fioritura. Di questo periodo sono conservate alcune pitture significative. Nel 1516 fu fondato il liceo del monastero.
L'abate Bernardo Lidl (1727-1773) onorò il convento nel 1748 in occasione dell'anniversario per i 1000 anni d'esistenza, ampliandolo con la costruzione di altri edifici. Il libro da lui scritto, Chronicon Lunaelacense, riassume la storia del convento fino al XVIII secolo.
Nel 1774, a causa del grande incendio che avvenne a Mondsee, il monastero fu quasi completamente distrutto. Nel 1791 l'imperatore Leopoldo II decise lo scioglimento del convento. Nel 1810 il feldmaresciallo Carlo Filippo di Wrede ricevette il monastero e promosse lo sviluppo della regione con la costruzione di strade e l'inizio della produzione del Mondseer Käse, il formaggio proveniente da Mondsee.